# Doxomysis proxima
Doxomysis proxima är en kräftdjursart som beskrevs av Mihai Bacescu och Udrescu 1982. Doxomysis proxima ingår i släktet Doxomysis och familjen Mysidae. Inga underarter finns listade i Catalogue of Life.